# Saint-Florent (Loiret)
Saint-Florent è un comune francese di 475 abitanti situato nel dipartimento del Loiret nella regione del Centro-Valle della Loira.

## Società

### Evoluzione demografica
Abitanti censiti